# Azul de Coomassie
O Azul de Coomassie é uma substância azulada que é incluída na amostra para o aparecimento mais visível de microorganismos. Útil para microscópios.
O CBB (Coomassie Brilliant Blue) é uma substância utilizada como corante de proteínas em técnicas de quantificação celular. Este corante irá se ligar em todas as proteínas da célula e, a partir da intensidade de cor gerada, é possível estabelecer uma relação da intensidade da cor (absorbância) e quantidade de células